# North High Shoals
North High Shoals é uma cidade  localizada no estado americano de Geórgia, no Condado de Oconee.

## Demografia
Segundo o censo americano de 2000, a sua população era de 439 habitantes.
Em 2006, foi estimada uma população de 543, um aumento de 104 (23.7%).

## Geografia
De acordo com o United States Census Bureau tem uma área de 6,5 km², dos quais 6,5 km² cobertos por terra e 0,0 km² cobertos por água.

## Localidades na vizinhança
O diagrama seguinte representa as localidades num raio de 20 km ao redor de North High Shoals.